# مادلين ويست
ميلاني آن وستون (بالإنجليزية: Madeleine West) (ولدت في 26 يوليو 1980) هي ممثلة ومؤلفة ومخرجة أسترالية. ظهرت في عدة أفلام. ومسلسلات تلفزيونية منها سيتي هوميسايد، ومسلسل جيران عام 2007، يعتبر اشهر ظهورها كان لعبت دور سارة زوجة ستون كولد ستيف أوستن في فيلم المدانون الذي أنتجته دبليو دبليو إي عام 2007، عمل ويست مع المحقق السابق غاري جوبلين في سلسلة البودكاست المكونة من ثمانية أجزاء لعام 2023 المفترسة، والتي تلفت الانتباه إلى الاعتداء الجنسي على الأطفال. دعا البودكاست إلى نشر سجل مرتكبي الجرائم الجنسية في أستراليا علنًا وتعويض الضحايا بشكل عادل.

## نشأتها
ولدت ميلاني آن ويستون، ونشأت في وودند. التحقت بمدرسة وودند الابتدائية وثماني مدارس ثانوية لأن عائلتها تابعت أعمال زوج والدتها الهندسية في جميع أنحاء البلاد. بدأ ويست الأداء أمام العائلة والأصدقاء في سن مبكرة. في عام 1992، انضمت إلى فرقة نيو ساوث ويلز الموهوبة لدراما الأطفال ودرست لاحقًا في جامعة سوينبورن للتكنولوجيا، ومعهد تامورث للموسيقى، وفرقة ريفرينا للدراما.
في يناير 2023، كشفت ويست أنها تعرضت لاعتداء جنسي عندما كانت طفلة؛ بدأ الاعتداء عليها عندما كان عمرها 5 سنوات واستمرت لمدة خمس سنوات. كان المعتدي عليها جارًا لها، في عام 2022 قرر تحقيق العدالة ضده بعدما أصبح رجل أعمال ولديه عائلة كبيرة خاصة به. التقى يه في منزله. وكانت ترتدي سلك تسجيل دون علمه. ولم ينكر المعتدي الإساءة، لكنه ادعى أنه لا يستطيع تذكرها. اعتذر وطلب المغفرة. كشف سعيها لتحقيق العدالة أنه أساء إلى أطفال آخرين، ليصل إجمالي ضحاياه إلى سبعة. انضم جميع الضحايا إليها لفضحه، مما أدى إلى اتهامه في 33 جريمة جنسية. اعترف المعتدي البالغ من العمر 73 عامًا، بالذنب في المحكمة وحُكم عليه بالسجن لمدة 15 عامًا، مع قضاء تسع سنوات على الأقل قبل أن يتم النظر في إطلاق سراحه المشروط.

## روابط خارجية
- مادلين ويست على موقع IMDb (الإنجليزية)
- مادلين ويست على موقع ألو سيني (الفرنسية)
- مادلين ويست على موقع أول موفي (الإنجليزية)
- مادلين ويست على موقع قاعدة بيانات الفيلم (الإنجليزية)
- مادلين ويست على موقع كينوبويسك (الروسية)
- Profile from Neighbours
- Madeleine West's character Mel from Satisfaction